# Ectropothecium tuberculatum
Ectropothecium tuberculatum là một loài Rêu trong họ Hypnaceae. Loài này được (Mitt.) A. Jaeger mô tả khoa học đầu tiên năm 1880.